# The John Coltrane Quartet Plays
The John Coltrane Quartet Plays – album studyjny amerykańskiego saksofonisty jazzowego Johna Coltrane’a, nagrany i wydany w 1965 z numerem katalogowym AS-85 przez Impulse! Records.

## Powstanie
Pełny tytuł albumu to The John Coltrane Quartet Plays Chim Chim Cheree, Song of Praise, Nature Boy, Brazilia.
Jest to pierwsza płyta nagrana przez Coltrane’a po A Love Supreme, albumie uważanym za jedno ze szczytowych osiągnięć jazzu. Jest to również ostatnia płyta klasycznego kwartetu Coltrane’a wydana za jego życia.
Materiał na płytę został zarejestrowany 17 (utwór 6) i 18 lutego (utwory 3 i 5) oraz 17 maja (utwory 1, 2 i 4) 1965 roku przez Rudy'ego Van Geldera w należącym do niego studiu (Van Gelder Studio) w Englewood Cliffs w stanie New Jersey. Utwór 7 został nagrany „live” 28 marca 1965 w klubie „The Village Gate” w Nowym Jorku. Produkcją albumu zajął się Bob Thiele. Na sesjach w lutym grało dwóch basistów: oprócz Jimmy’ego Garrisona również Art Davis.
Utwory 1–4 zostały wydane na oryginalnej płycie winylowej. Utwory 5 i 6 znalazły się na albumie Feelin’ Good  – The Mastery of John Coltrane  Volume One (nr katalogowy IZ-9345), a utwór 7 na płycie The New Wave in Jazz (numer katalogowy AS-90).

## Lista utworów
Opracowano na podstawie materiału źródłowego.
Wydanie CD
| Nr | Tytuł utworu                 | Muzyka                                | Długość |
| -- | ---------------------------- | ------------------------------------- | ------- |
| 1. | „Chim Chim Cheree”           | Robert B. Sherman, Richard M. Sherman | 6:56    |
| 2. | „Brazilia”                   | John Coltrane                         | 12:54   |
| 3. | „Nature Boy”                 | Eden Ahbez                            | 8:01    |
| 4. | „Song of Praise”             | John Coltrane                         | 9:47    |
| 5. | „Feelin' Good”               | Leslie Bricusse, Anthony Newley       | 6:21    |
| 6. | „Nature Boy (first version)” |                                       | 7:03    |
| 7. | „Nature Boy (live version)”  |                                       | 8:18    |
|    |                              |                                       | 59:20   |

## Twórcy
Opracowano na podstawie materiału źródłowego.
Muzycy:
- John Coltrane – saksofon sopranowy, saksofon tenorowy
- McCoy Tyner – fortepian
- Jimmy Garrison – kontrabas
- Art Davis – kontrabas (utwory 3, 5 i 6)
- Elvin Jones – perkusja

Produkcja:
- Bob Thiele – produkcja muzyczna
- Rudy Van Gelder – inżynier dźwięku
- Frank Kofsky – liner notes
- Michael Cuscuna – produkcja muzyczna (reedycja z 1997)